# Pinilla del Valle
Pinilla del Valle è un comune spagnolo di 160 abitanti situato nella comunità autonoma di Madrid.